# Neal Cassady

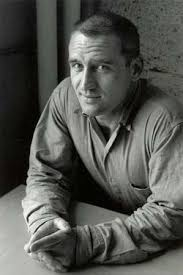
Neal Cassady in den 1960ern

Neal Leon Cassady (* 8. Februar 1926 in Salt Lake City; † 4. Februar 1968 in San Miguel de Allende, Mexiko) gehörte zur literarischen Gruppe der Beat Generation, weniger als Autor denn als Quelle der Inspiration.

## Leben
Geboren in Salt Lake City und teils von seinem alkoholsüchtigen Vater in Denver aufgezogen, verbrachte Cassady seine Jugend entweder mit ihm oder auf der Reise durch die USA in heruntergekommenen Hotels und Erziehungsanstalten, in die er wegen Autodiebstahls oder ähnlichem geschickt wurde.
Seine Bedeutung für die Beat Generation entwickelte sich ab 1946, als er an der Columbia University Jack Kerouac und Allen Ginsberg kennenlernte. Er wurde schnell Teil der Beatniks, reiste viel zusammen mit Kerouac durch die Vereinigten Staaten und stand in den nächsten zwei Jahrzehnten auch mit Ginsberg und William S. Burroughs in näherem Kontakt. Mit Ginsberg und Charles Plymell lebte Cassady in den 1960er Jahren in einer Wohngemeinschaft. Cassady hatte einen großen Einfluss auf die Beatniks, speziell auf Kerouac. Seine Art zu reden wurde Vorbild für Kerouacs Prosastil. Zudem war er der Protagonist einer Vielzahl von dessen Büchern, so zum Beispiel als Dean Moriarty in Kerouacs bekanntestem Werk Unterwegs, als Cody in Visions of Cody sowie als literarische Figur in Dharma Bums, Big Sur und Desolation Angel.
Allen Ginsberg, ein weiterer Beatnik-Poet, erwähnte ihn in seinem bekanntesten Gedicht Howl als „N.C., secret hero of these poems...“. Er ist auch einer der Protagonisten in Tom Wolfes Buch The Electric Kool-Aid Acid Test. Die Band Grateful Dead besang ihn als Cowboy Neal in The Other One und widmete ihm 1970 den Song namens Cassidy (eigentlich der Name eines Babys, das damals geboren wurde, der Text passt aber zu Cassady). Ken Kesey schrieb in The Day After Superman Died über den Tag, an dem er die Nachricht vom Tode Cassadys erfahren hatte.
Cassady selbst hat nur ein einziges Buch, den autobiografischen Roman The First Third verfasst, der postum veröffentlicht wurde, da er selbst keinen Wert darauf legte. Gordon Lish und Lawrence Ferlinghetti hatten ihn dazu gedrängt, nachdem er sich sein Bein gebrochen und keine Zeit mehr zum Herumtreiben hatte. Nachdem sich Kerouac früh „zur Ruhe setzte“, schloss sich Cassady in den frühen 1960ern Ken Keseys Merry Pranksters an, den Vorläufern der Hippie- und Psychedelic-Bewegung.
Cassadys Frau Carolyn schrieb in ihrem Buch Heart Beat über ihre Beziehung mit Cassady, das später mit Nick Nolte (als Neal) und Sissy Spacek (als Carolyn) verfilmt wurde. Im Januar 1968 reiste Cassady mit George Walker und seiner Freundin Annie Murphy durch Mexiko. Sie bezogen ein Strandhaus südlich von Puerto Vallarta und bald schlossen sich Barbara Wilson und Walter Cox aus Berkeley an.
Nach einer Hochzeitsfeier bei San Miguel de Allende am 3. Februar 1968 lief Cassady die Eisenbahnstrecke entlang, um zur nächsten Stadt zu kommen. Trotz der kalten und regnerischen Nacht war er nur mit einer Jeans und T-Shirt bekleidet, am Morgen fand man ihn im Koma, einige Stunden später starb er im Krankenhaus. Als Todesursache wurde eine Überdosis Alkohol und anderer Drogen angegeben.
Der Film Wie ich zum ersten Mal Selbstmord beging (1997) mit Thomas Jane in der Rolle des Schriftstellers basiert auf dem „Joan-Anderson-Brief“, den Cassady an Kerouac geschrieben hatte. 2007 erschien die Filmbiografie Neal Cassady, die sich mit Cassadys Leben nach der Veröffentlichung von On the Road beschäftigt.

## Familie
Kurz nachdem Cassady im Oktober 1945 aus dem Gefängnis entlassen worden war, heiratete er 1946 seine Jugendliebe, die 16-jährige Lu Ann Henderson (* 1930 in Denver; † 2009), von der er 1948 wieder geschieden wurde. Ab 1946 hatte er zudem eine Beziehung mit Carolyn Robinson (1923–2013), mit der er von April 1948 bis 1963 verheiratet war. Das Paar bekam drei Kinder.
In der Erstausgabe von Jack Kerouacs Roman On the Road entsprechen den beiden Frauen die Figuren „Marylou“ und „Camille“.

## Cassady in der Populärkultur

### Film
- 1980: Herzschläge., Regie: John Byrum, Spielfilm, USA.
- 1997: Wie ich zum ersten Mal Selbstmord beging. Regie: Stephen T. Kay, Spielfilm, USA.
- 1998: Anthem to Beauty. Regie: Jeremy Marre, Dokumentarfilm, USA.
- 2007: Neal Cassady. Regie: Noah Buschel, Spielfilm, USA.
- 2010: Howl – Das Geheul. Regie: Rob Epstein und Jeffrey Friedman, dokumentarischer Spielfilm, USA.
- 2011: Magic Trip. Ken Kesey's Search For a Kool Place. Regie: Alex Gibney, Dokumentarfilm, USA.
- 2012: On the Road – Unterwegs. Regie: Walter Salles, Spielfilm, USA.
- 2013: Big Sur. Regie:  Michael Polish, Spielfilm, USA.

### Musik
- 1968: Grateful Dead: The Other One (in den Lyrics als Cowboy Neal).[3]
- 1977: Tom Waits: Jack & Neal, auf dem Album Foreign Affairs.
- 1982: King Crimson: Neal and Jack and Me, auf dem Album Beat.
- 1996: Fatboy Slim: Neal Cassady Starts Here, Single-B-Seite.
- 2014: Morrissey: Neal Cassady Drops Dead, zweiter Song auf dem Album World Peace Is None of Your Business.